# Le Chemineau (film, 1905)
Pour les articles homonymes, voir Le Chemineau.
Pour plus de détails, voir Fiche technique et Distribution.
Le Chemineau est un film muet français de court métrage réalisé par Albert Capellani, sorti en 1905.
Produit par Pathé Frères, le film est une adaptation d'un épisode du début du roman de Victor Hugo Les Misérables (1862), lorsque Jean Valjean est accueilli chez monseigneur Myriel, l'évêque du diocèse de Digne et lui vole son argenterie. La scène finale dans laquelle le prélat affirme aux gendarmes avoir donné l'argenterie à Valjean a disparu.

## Fiche technique
- Titre : Le Chemineau
- Réalisation : Albert Capellani
- Scénario : Albert Capellani, d'après le roman de Victor Hugo
- Société de production : Pathé Frères
- Pays de production :  France
- Format : Noir et blanc
- Genre : Film dramatique
- Durée : 5 minutes
- Dates de sortie :
  - France : 1905
  - États-Unis : janvier 1906

## Distribution
- Louise Willy
- Liane de Pougy
- Paul Capellani
- Henri Desfontaines

## Galerie

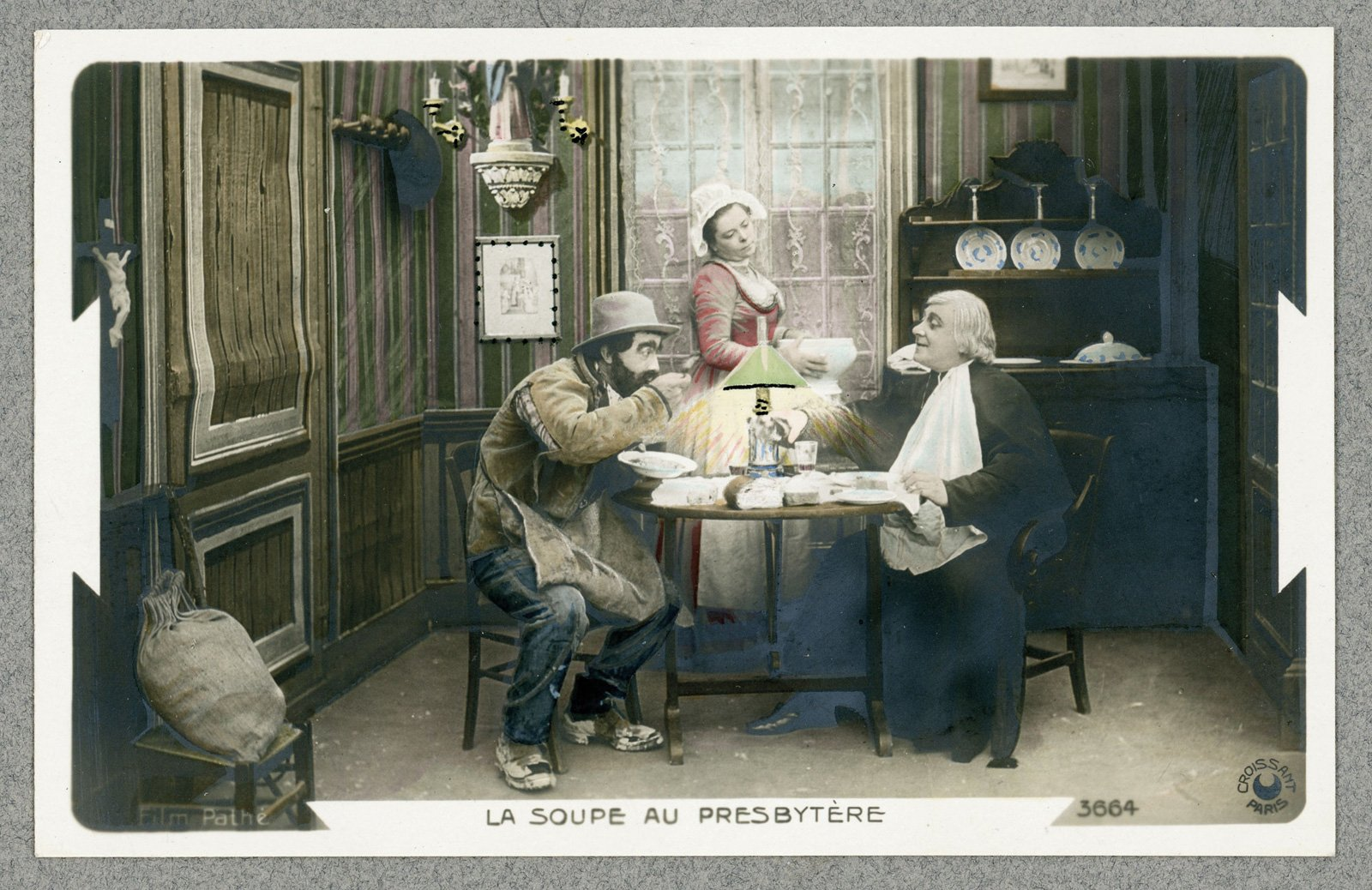
« La soupe au presbytère ».
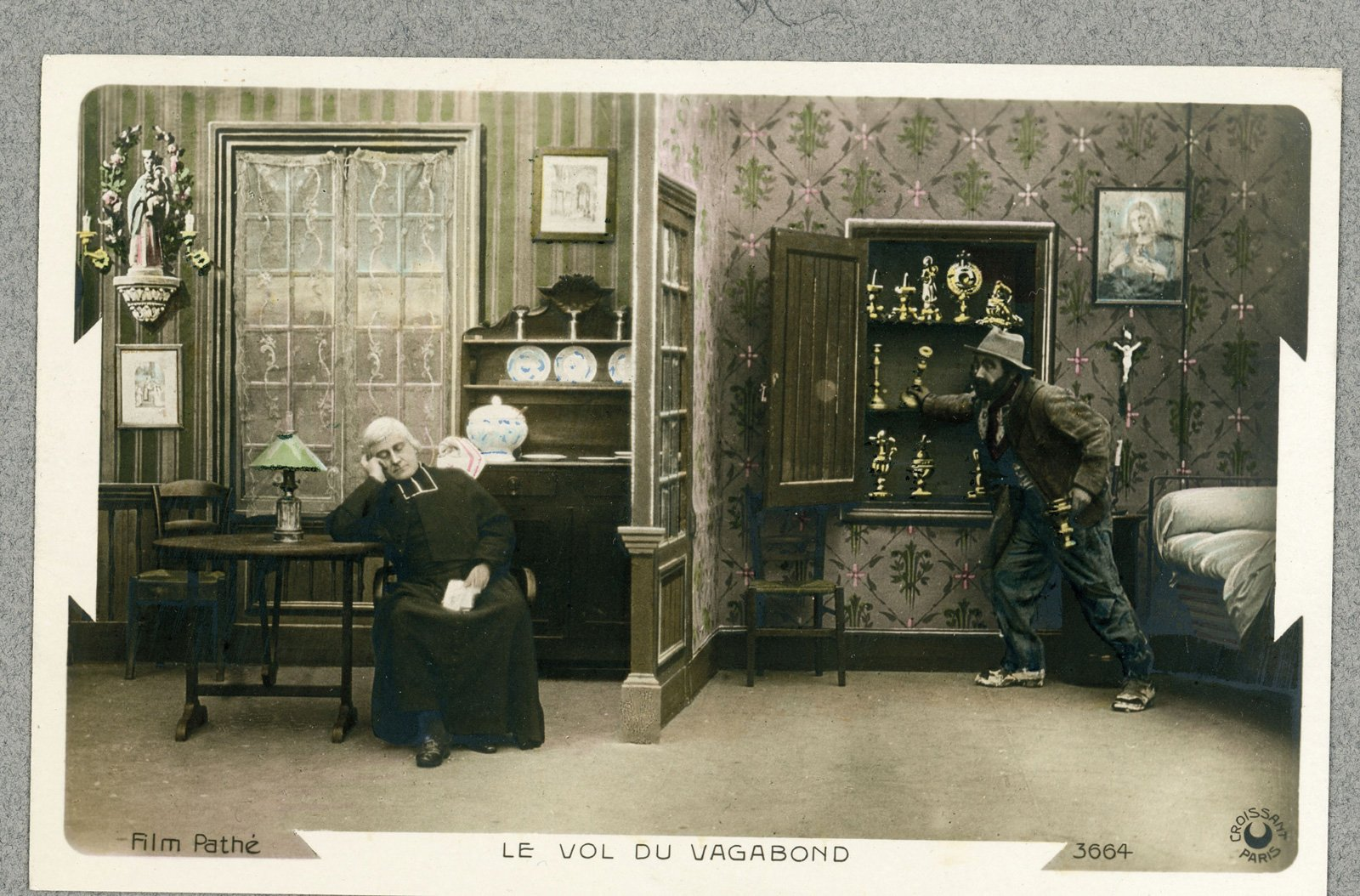
« Le vol du vagabond ».
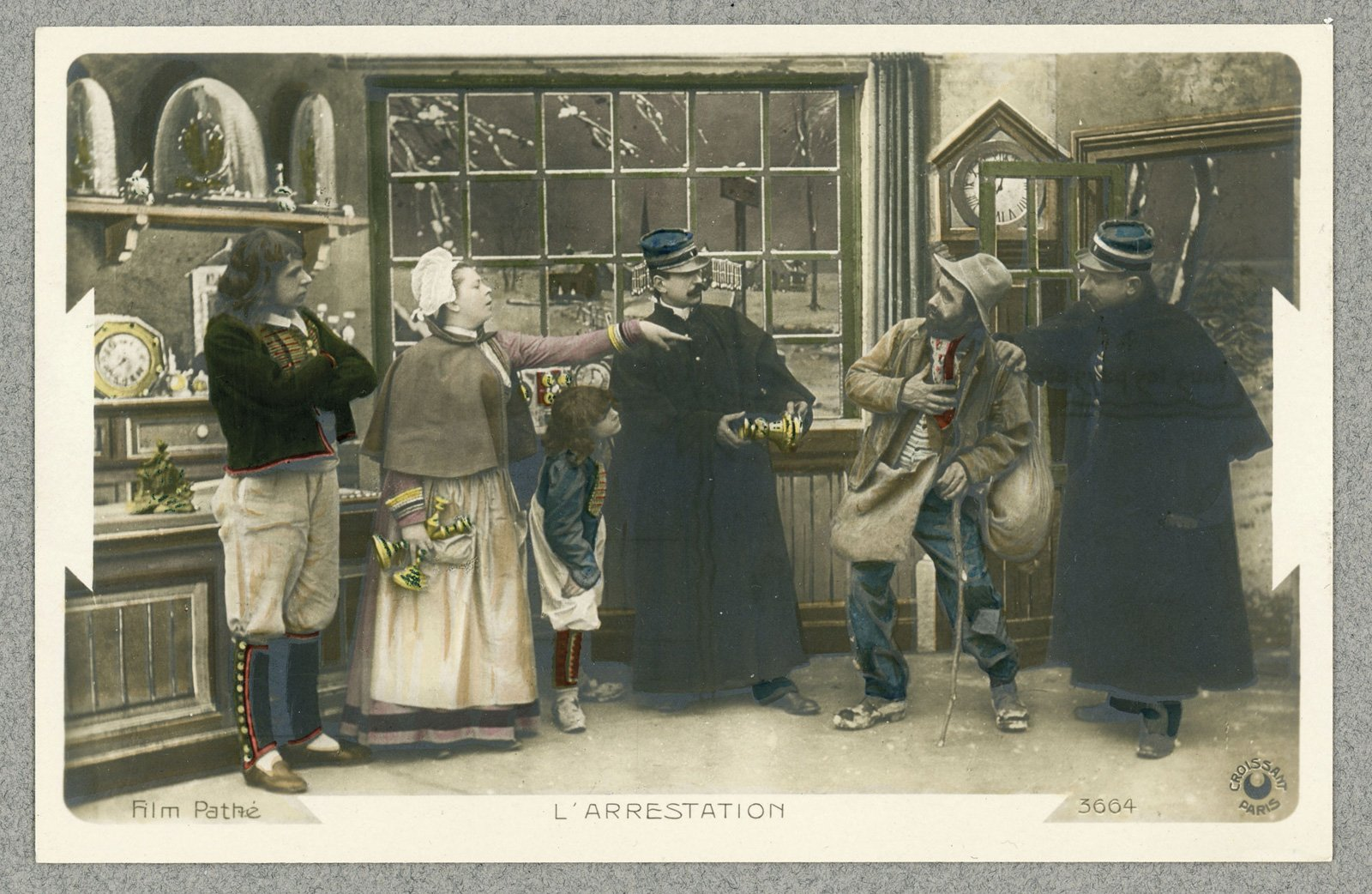
« L'arrestation ».
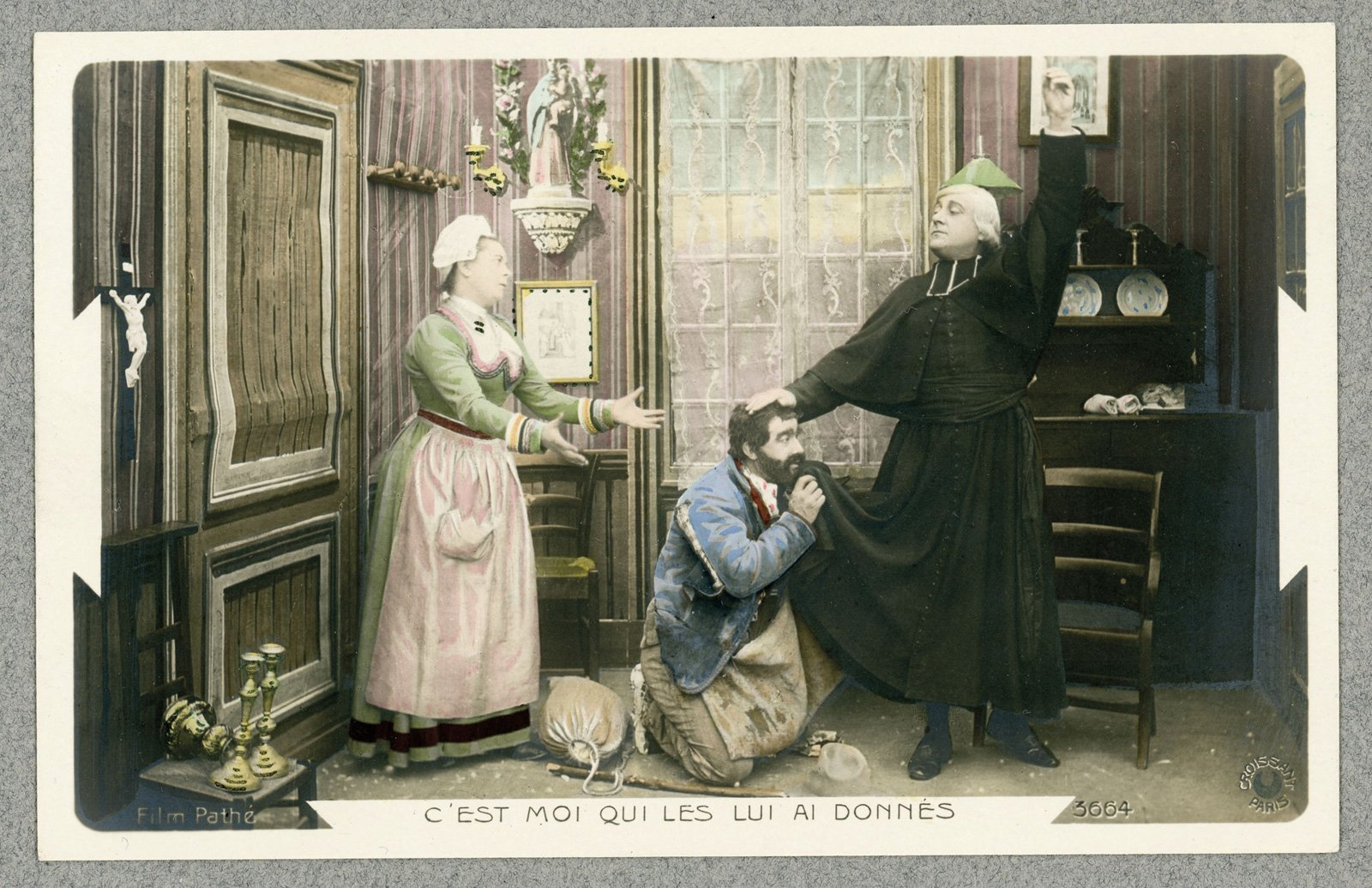
« C'est moi qui les lui ai donnés »